# Eduard Franz
Eduard Franz, właśc. Eduard Franz Schmidt (ur. 31 października 1902 w Milwaukee, zm. 10 lutego 1983 w Los Angeles) – amerykański aktor filmowy, teatralny i telewizyjny.

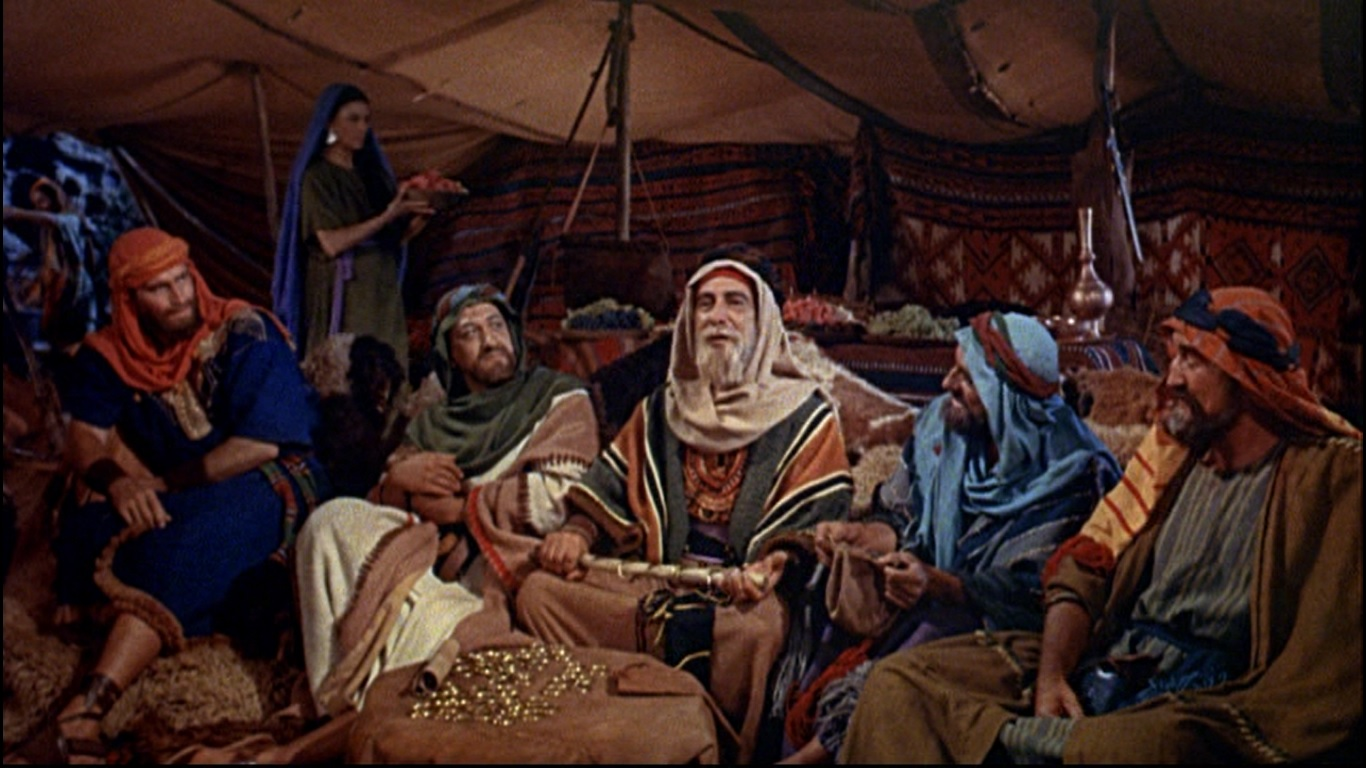
W Dziesięcioro przykazań (1956) jako Jethro (w centrum)

## Biografia
Eduard Franz Schmidt (bo tak brzmiało jego pełne nazwisko) urodził się w Milwaukee. Od dzieciństwa przejawiał zamiłowania ku aktorstwie. Jako student University of Wisconsin-Madison był członkiem studenckiej trupy Wisconsin Players Theater. Następnie występował na deskach teatrów chicagowskich i nowojorskich. Jego dobrze zapowiadającą się karierę aktorską przerwał wielki kryzys. Wtedy na krótko przeniósł się do Teksasu, gdzie w rodzinnych stronach swojej żony Margaret zajął się hodowlą kurczaków. Wkrótce wraz z żoną powrócił jednak do Wisconsin, gdzie ponownie występując uczył również sztuki aktorskiej. Od połowy lat 30. zaczął pojawiać się na scenach Broadwayu, gdzie pozostawał przez kolejnych 30 lat.
Podczas II wojny światowej jako nawigator służył w USAF. Według jego córki Giny został zestrzelony podczas jednej z misji bojowych nad Rumunią i pewien czas spędził w niewoli.
W 1947 roku epizodem w filmie kryminalnym pt. Killer at Large zadebiutował w filmie. Na rok 1952 występem w cyklu telewizyjnym pt. Cavalcade of America datuje się jego debiut na szklanym ekranie. Po raz ostatni pojawił się w jednym z odcinków serialu Strefa mroku, którego premiera miała miejsce pięć miesięcy po jego śmierci.
W swojej kilkudziesięcioletniej karierze aktorskiej wystąpił w blisko 50 filmach i 90 serialach TV.

### Śmierć
Zmarł w  St. John's Hospital w Oxnard na niewydolność serca. Jak napisał po jego śmierci Los Angeles Times,  w swojej wieloletniej karierze osiągnął coś czego pragnie każdy aktor – stałą pracę.

### Życie osobiste
Eduard Franz był czterokrotnie żonaty. Ze związków tych miał dzieci: Ginę, Melissę oraz Michaela.

## Spuścizna

### Kino i TV (wybór)
- (1948) Żelazna kurtyna – mjr Kulin
- (1948) Wake of the Red Witch – Harmenszoon Van Schreeven
- (1949) Madame Bovary – Rouault
- (1950) Whirlpool – Martin Avery
- (1950) The Magnificent Yankee – sędzia Brandeis
- (1950) Istota z innego świata – dr Stern
- (1950) Francis, muł który mówi – płk Plepper
- (1950) Wir – Martin Avery
- (1950) Wielki Caruso – Giulio Gatti-Casazza
- (1951) Pustynny Lis – Claus von Stauffenberg
- (1951) The Unknown Man – Andrew Jason "Andy" Layford
- (1952) Wszystko co mam należy do ciebie – Phil Meisner
- (1953) Żona moich marzeń – chan Bukistanu
- (1953) Latynoscy kochankowie – dr Lionel Y. Newman
- (1953) Sins od Jezebel – Achab
- (1954) Przyczółek – Bouchard
- (1954) Living It Up – dr Nassau
- (1954) Złamana lanca – "Dwa Księżyce"
- (1955) Lady Godiva – król Edward
- (1955) Indiański wojownik – "Czerwona Chmura"
- (1955) Operacja Cicero – von Richter
- (1956) Płonące wzgórza – Jacob Lantz-Tracker
- (1956) Dziesięcioro przykazań – Jethro
- (1958) Zorro – Gregorio
- (1958) Pewien uśmiech – Vallon
- (1958) Klan Hayesów – Andrew Owens
- (1959) Cud – kapłan
- (1960) Historia Rut – Jehoam
- (1956, 74) Strzały w Dodge City – sędzia Kendall/Amos Cartwright
- (1961) Franciszek z Asyżu – Pietro Bernardone
- (1962) Hatari! – dr Sanderson
- (1963-64) Punkt krytyczny – dr Raymer
- (1966) Cyborg 2087 – prof. Sigmund Marx
- (1966) Ścigany – Edward Roland
- (1967) Terapeuta prezydenta – dyr Cocket
- (1966-69) F.B.I. – dr Keeler/Gerald Salzman
- (1971) Johnny poszedł na wojnę – gen. Tillery
- (1973-76) The Waltons – wujek Nelson
- (1983) Strefa mroku – staruszek "Nightmare at 20,000 Feet"

## Teatr (Broadway)
- (1928) The International – Rubeloff
- (1928) Hot Pan – don Armidio Herrera
- (1929) The Broken Chain – Mordecai
- (1939) Miss Swan Expects – Bretherton
- (1939-40) Farm of Three Echoes – Saul Portenaar
- (1941) First Stop to Heaven – Borgman
- (1942) Cafe Crown – Toplitz
- (1942-43) The Russian People – Kozłowski
- (1943-44) Outrageous Fortune – dr Goldsmith
- (1944) The Cherry Orchard – Trofimow
- (1944-45) Embezzled Heaven – Mojmir
- (1945) The Stranger – David Mendelsohn
- (1945-46) Home of the Brave – kpt. Bitterger
- (1947) The Big Two – Meissl
- (1957) The Egghead – Gottfried Roth
- (1964) Conversation at Midnight – Ricardo
- (1966) Those That Play the Clowns – dędzia Lander
- (1969) In the Matter of J. Robert Oppenheimer – Ward V. Evans